# Gilles Legrand
Pour les articles homonymes, voir Legrand.
Gilles Legrand est un réalisateur, producteur de cinéma et scénariste français, né le 16 octobre 1958 à Paris.

## Filmographie

### Réalisateur
- 2004 : Malabar Princess
- 2007 : La Jeune Fille et les Loups
- 2011 : Tu seras mon fils
- 2015 : L'Odeur de la mandarine
- 2018 : Les Bonnes Intentions

### Scénariste
- 2004 : Malabar Princess
- 2004 : L'Équipier de Philippe Lioret
- 2007 : La Jeune Fille et les Loups
- 2011 : Tu seras mon fils

### Producteur
- 1991 : Blanc d'ébène de Cheik Doukouré
- 1994 : Tombés du ciel de Philippe Lioret
- 1996 : Ridicule de Patrice Leconte
- 1997 : Tenue correcte exigée de Philippe Lioret
- 1999 : Je règle mon pas sur le pas de mon père de Rémi Waterhouse
- 2000 : La Veuve de Saint-Pierre de Patrice Leconte
- 2001 : Vertiges de l'amour de Laurent Chouchan
- 2002 : Le Nouveau Jean-Claude de Didier Tronchet
- 2004 : Malabar Princess
- 2004 : Dogora : Ouvrons les yeux de Patrice Leconte
- 2005 : Les Âmes grises de Yves Angelo
- 2007 : La Jeune Fille et les Loups
- 2008 : Musée haut, Musée bas de Jean-Michel Ribes
- 2009 : Micmacs à tire-larigot de Jean-Pierre Jeunet
- 2010 : No et moi de Zabou Breitman
- 2011 : Tu seras mon fils
- 2013 : L'Extravagant Voyage du jeune et prodigieux T. S. Spivet de Jean-Pierre Jeunet
- 2013 : Belle et Sébastien de Nicolas Vanier
- 2014 : À coup sûr de Delphine de Vigan
- 2015 : Au plus près du soleil d'Yves Angelo
- 2015 : Belle et Sébastien, l'aventure continue de Christian Duguay
- 2019 : Exfiltrés de Emmanuel Hamon
- 2022 : Le Sixième Enfant de Léopold Legrand